# Flora Europei

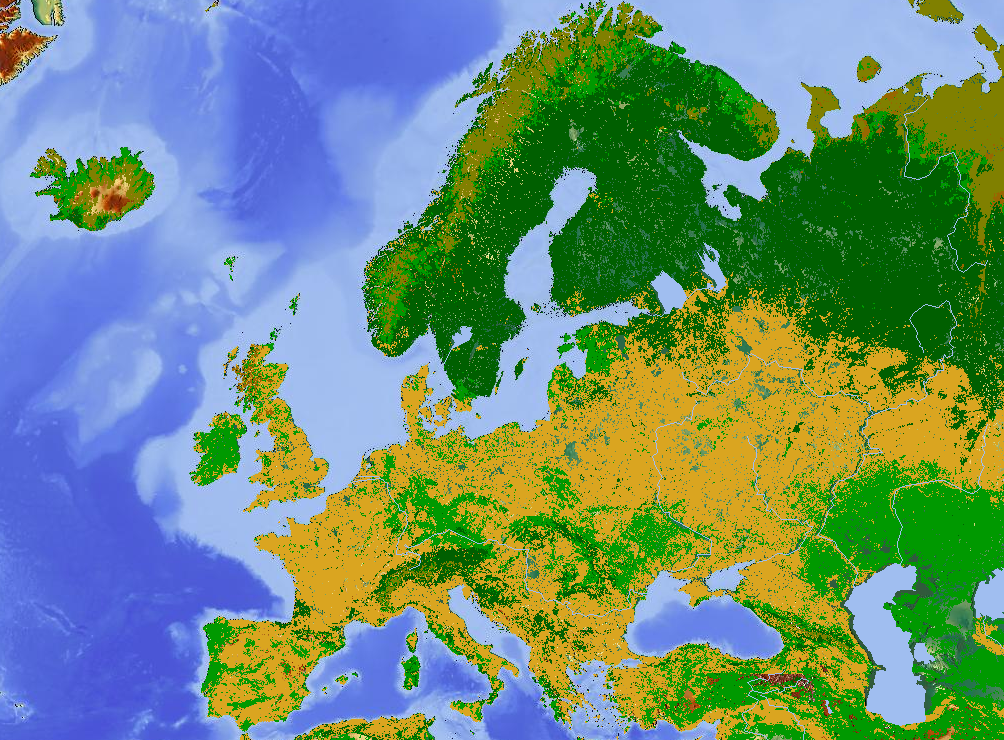
Harta utilizării terenurilor Europei: teren arabil (cu galben), pădure (verde închis), pășune (verde deschis) și tundra, sau mlaștini, în nord (galben închis)

Conform ultimelor date, flora Europei numără aproape 1540 de specii, care se referă la 550 de genuri și 101 de familii. Cantitativ predomină speciile palearctice și alte plante caracteristice pentru Europa. Printre ele plantele rare caracteristice arealului mediteraneean constituie 17% din totalul speciilor.

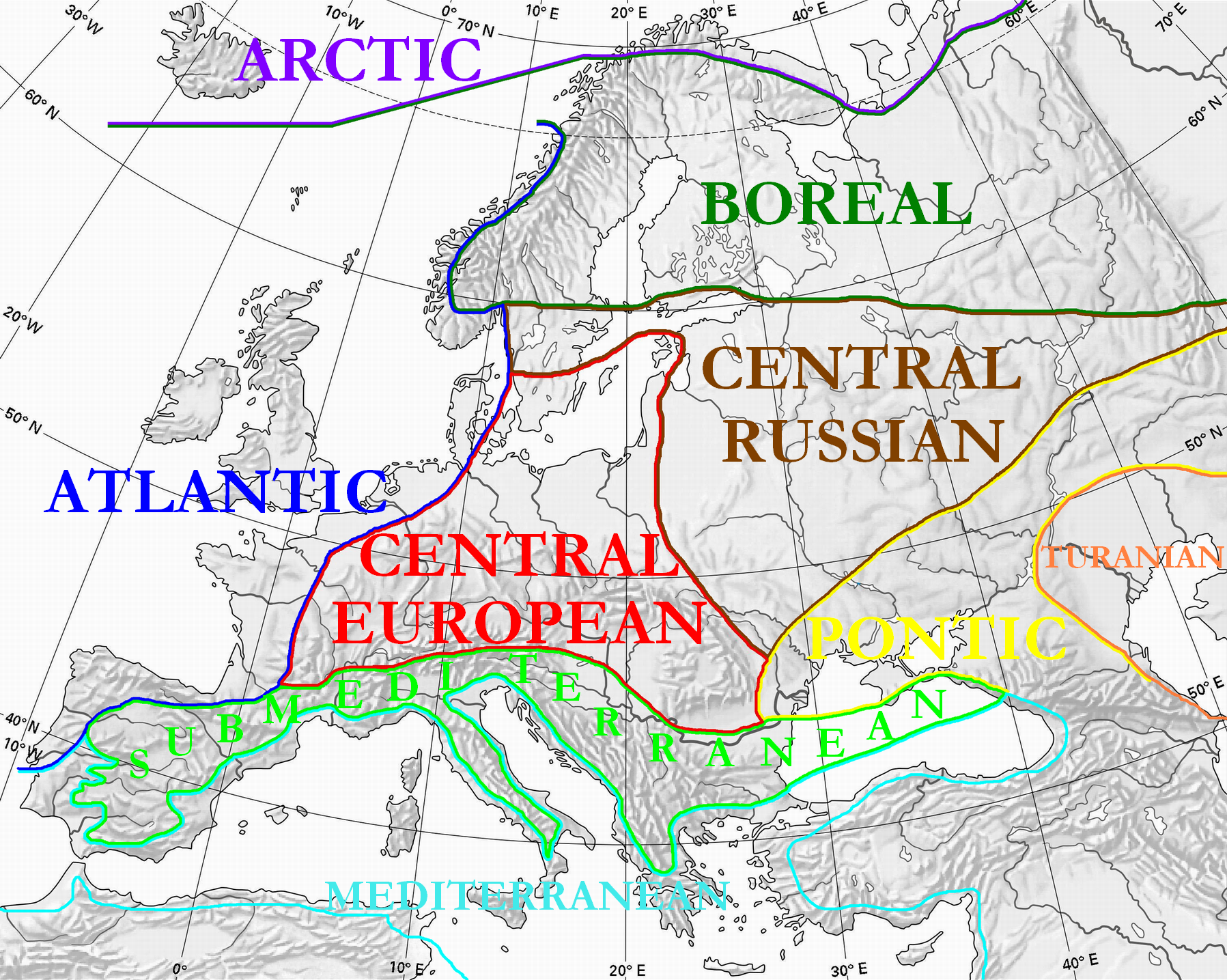
Regiunile floristice ale Europei și zonele învecinate, conform lui Wolfgang Frey și Rainer Lösch